# Sân bay Kasenga
Sân bay Kasenga (IATA: KEC, ICAO: FZQG) là một sân bay ở Kasenga, Cộng hòa Dân chủ Congo.